# Liste der Staatsoberhäupter 1845
Übersicht
◄◄ | ◄ | 1841 | 1842 | 1843 | 1844 | Liste der Staatsoberhäupter 1845 | 1846 | 1847 | 1848 | 1849 | ► | ►►

Weitere Ereignisse

## Afrika
- Ägypten
  - Vizekönig: Muhammad Ali Pascha (1805–1848)

- Äthiopien
  - Kaiser: Sahle Dengel (1841–1845)
  - Kaiser: Johannes III. (1845)
  - Kaiser: Sahle Dengel (1845–1850)

- Buganda
  - König: Suna II. (1836–1856)

- Bunyoro
  - König: Nyabongo II. (1835–1848)

- Burundi
  - König: Ntare IV. Rugamba (1796–1852)

- Dahomey
  - König: Gézo (1818–1856)

- Madagaskar
  - Königin: Ranavalona I. (1782–1861)
  - Premierminister: Rainiharo († 1852)

- Marokko
  - Sultan: Mulai Abd ar-Rahman (1822–1859)

- Ruanda
  - König: Mutara II. (1830–1853)

- Kalifat von Sokoto
  - Kalif: Aliyu Babba (1842–1859)

- Zulu
  - König: Mpande ka Senzangakhona (1840–1872)

## Amerika

### Nordamerika
- Mexiko
  - Staats- und Regierungschef: Präsident José Joaquín de Herrera (1844–1846)

- Vereinigte Staaten von Amerika
  - Staats- und Regierungschef:
    - Präsident John Tyler (1841–4. März 1845)
    - Präsident James Polk (4. März 1845–1849)

### Mittelamerika
- Costa Rica
  - Staats- und Regierungschef: Francisco María Oreamuno Bonilla (1844–1848)

- Dominikanische Republik
  - Staats- und Regierungschef: Präsident Pedro Santana (1844–1848, 1853–1856, 1859–1861)

- El Salvador
  - Staats- und Regierungschef:
    - Präsident Francisco Malespín (1844–15. Februar 1845)
    - Präsident Joaquín Eufrasio Guzmán (15. Februar 1845–1846)

- Guatemala
  - Staats- und Regierungschef: Präsident Rafael Carrera y Turcios (1844–1848, 1851–1865)

- Haiti
  - Staats- und Regierungschef:
    - Präsident Philippe Guerrier (1844–15. April 1845)
    - Präsident Jean-Louis Pierrot (16. April 1845–1846)

- Honduras
  - Staats- und Regierungschef: Präsident Coronado Chávez (12. Januar 1845–1847)

- Nicaragua
  - Staats- und Regierungschef:
    - Oberster Direktor Silvestre Selva (1844–20. Januar 1845)
    - Oberster Direktor Blas Antonio Sáenz (20. Januar–4. April 1845)
    - Oberster Direktor José León Sandoval (4. April 1845–1847)

### Südamerika
- Bolivien
  - Staats- und Regierungschef: Präsident José Ballivián (1841–1847)

- Brasilien
  - Herrscher: Kaiser Peter II. (1831–1889)

- Chile
  - Staats- und Regierungschef: Präsident Manuel Bulnes Prieto (1841–1851)

- Ecuador
  - Staats- und Regierungschef:
    - Präsident Juan José Flores (1830–1834, 1839–18. Juni 1845)
    - (provisorisch) José Joaquín de Olmedo (18. Juni–8. Dezember 1845)
    - Präsident Vicente Ramón Roca (8. Dezember 1845–1849)

- Neugranada (heute Kolumbien)
  - Staats- und Regierungschef:
    - Präsident Pedro Alcántara Herrán (1841–1. April 1845)
    - Präsident Tomás Cipriano de Mosquera (1. April 1845–1849, 1861–1863, 1866–1867)

- Paraguay
  - Staats- und Regierungschef: Präsident Carlos Antonio López (1841–1844, 1844–1862)

- Peru (umstritten)
  - Staats- und Regierungschef:
    - Präsident des Regierungsrats Manuel Menéndez (1844–20. April 1845)
    - Präsident Ramón Castilla (20. April 1845–1851)

- Río de la Plata (heute Argentinien)
  - Staats- und Regierungschef: (vakant)
  - Gouverneur der Provinz Buenos Aires: General Juan Manuel de Rosas (1835–1852)

- Uruguay
  - Staats- und Regierungschef: Präsident Joaquín Suárez (1843–1852)

- Venezuela (umstritten bis 30. März)
  - Staats- und Regierungschef: Präsident Carlos Soublette (1843–1847)

## Asien
- Abu Dhabi
  - Kalif: Kalif bin Shakhbut (1833–1845)
  - Sultan: Sultan bin Shakhbut (1833–1845)
  - Emir: Sa'id (1845–1855)

- Adschman
  - Scheich: Abdul Aziz I. (1841–1848)

- Afghanistan
  - Emir: Dost Mohammed Khan (1842–1863)

- Bahrain
  - Emir: Muhammad ibn Khalifah Al Khalifah (1842–1868)

- Brunei
  - Sultan Omar Ali Saifuddin II. († 1852)

- China (Qing-Dynastie)
  - Kaiser: Daoguang (1821–1850)

- Britisch-Indien
  - Generalgouverneur: Henry Hardinge (1844–1848)

- Japan
  - Kaiser: Ninkō (1817–1846)
  - Shōgun: (Tokugawa): Tokugawa Ieyoshi (1837–1853)

- Korea
  - König: Heonjong (1834–1849)

- Kuwait
  - Emir: Djabir I. (1814–1859)

- Oman
  - Sultan: Said ibn Sultan (1804–1856)

- Persien (Kadscharen-Dynastie)
  - Schah: Mohammed Schah (1834–1848)

- Thailand
  - König: Rama III., König von Thailand (1824–1851)

## Australien und Ozeanien
- Hawaii
  - König: Kamehameha III. (1825–1854)

## Europa
- Abchasien:
  - Prinz: Mikheil Sharvashidze (1822–1864)

- Andorra
  - Co-Fürsten:
    - König der Franzosen: Louis-Philippe I. (1830–1848)
    - Bischof von Urgell: Simó de Guardiola i Hortoneda (1828–1851)

- Belgien
  - Staatsoberhaupt: König Leopold I. (1831–1865)
  - Regierungschef:
    - Ministerpräsident Jean-Baptiste Nothomb (1841–30. Juli 1845)
    - Ministerpräsident Sylvain van de Weyer (30. Juli 1845–1846)

- Dänemark
  - König: Christian VIII. (1839–1848)

- Deutscher Bund
  - Österreich
    - Kaiser: Ferdinand I. (1835–1848)
      - Staatskanzler Klemens Wenzel Lothar von Metternich (1821–1848)

  - Preußen
    - König: Friedrich Wilhelm IV. (1840–1861)

  - Fürstentum Anhalt-Bernburg
    - Herzog: Alexander Karl (1834–1863)

  - Fürstentum Anhalt-Dessau
    - Herzog: Leopold IV. (1817–1871)

  - Fürstentum Anhalt-Köthen
    - Herzog: Heinrich (1830–1847)

  - Baden
    - Großherzog: Leopold (1830–1852)
      - Präsident des Staatsministeriums: Christian Friedrich von Boeckh (1844–1846)

  - Bayern
    - König: Ludwig I. (1825–1848)
      - Staatsminister: Friedrich August Freiherr von Gise (1832–1846)

  - Braunschweig
    - Herzog: Wilhelm (1831–1884)

  - Bremen
    - Bürgermeister: Johann Smidt (1821–1857)
    - Bürgermeister: Simon Hermann Nonnen (1822–1847)
    - Bürgermeister: Johann Daniel Noltenius (1839–1852)
    - Bürgermeister: Diederich Meier (1845–1847)

  - Frankfurt
    - Älterer Bürgermeister: Carl Heinrich Georg von Heyden (1845, 1848, 1850, 1853)

  - Hamburg
    - Bürgermeister: Johann Heinrich Bartels (1820–1850)
    - Bürgermeister: Christian Daniel Benecke (1835–1851)
    - Bürgermeister: Heinrich Kellinghusen (1843–1844, 1845–1846, 1847–1848, 1851–1852, 1853–1854, 1855–1856, 1857–1858, 1859–1860)
    - Bürgermeister: Johann Ludwig Dammert (1843–1855)

  - Hannover
    - König: Ernst August (1837–1851)

  - Hessen-Darmstadt
    - Großherzog: Ludwig II. (1830–1848)
      - Präsident des Gesamt-Ministeriums: Karl du Thil (1829–1848)

  - Hessen-Homburg
    - Landgraf: Philipp (1839–1846)
      - Dirigierender Geheimer Rat: Karl Bernhard von Ibell (1841–1847)

  - Hessen-Kassel
    - Kurfürst: Wilhelm II. (1821–1847)

  - Hohenzollern-Hechingen
    - Fürst: Konstantin (1838–1849)

  - Hohenzollern-Sigmaringen
    - Fürst: Karl (1831–1848)

  - Holstein und Lauenburg (1815–1864 Personalunion mit Dänemark)
    - Herzog: Christian I. (1839–1848)

  - Liechtenstein
    - Fürst: Alois II. (1836–1858)

  - Lippe
    - Fürst: Leopold II. (1802–1851)

  - Lübeck
    - Bürgermeister: Bernhard Heinrich Frister (1845–1846, 1853–1854)

  - Luxemburg und Limburg (1815–1890 Personalunion mit den Niederlanden)
    - Großherzog: Wilhelm II. (1840–1849)

  - Mecklenburg-Schwerin
    - Großherzog: Friedrich Franz II. (1842–1883)
      - Erster Minister und Präsident des Geheimen Rats: Ludwig von Lützow (1840–1850)

  - Mecklenburg-Strelitz
    - Großherzog: Georg (1816–1860)
      - Staatsminister: Otto von Dewitz (1827–1848)

  - Nassau
    - Herzog: Adolf (1839–1866) (1890–1905 Großherzog von Luxemburg)
      - Staatsminister: Emil August von Dungern (1843–1848)

  - Oldenburg
    - Großherzog: Paul Friedrich August (1829–1853)
      - Staatsminister: Wilhelm Ernst Freiherr von Beaulieu-Marconnay (1843–1848)

  - Reuß ältere Linie
    - Fürst: Heinrich XX. (1836–1859)

  - Reuß-Lobenstein-Ebersdorf
    - Fürst: Heinrich LXXII. (1822–1848)

  - Reuß-Schleiz
    - Fürst: Heinrich LXII. (1818–1848)

  - Sachsen
    - König: Friedrich August II. (1836–1854)
      - Vorsitzender des Gesamtministeriums: Julius Traugott Jacon von Könneritz (1843–1848)

  - Sachsen-Altenburg
    - Herzog: Joseph (1834–1848)

  - Sachsen-Coburg und Gotha
    - Herzog: Ernst II. (1844–1893)
      - Staatsminister: Georg Ferdinand von Lepel (1840–1846)

  - Sachsen-Meiningen
    - Herzog: Bernhard II. (1803–1866)

  - Sachsen-Weimar-Eisenach
    - Großherzog: Carl Friedrich (1828–1853)

  - Schaumburg-Lippe
    - Fürst: Georg Wilhelm (1787–1860) (bis 1807 Graf)

  - Schwarzburg-Rudolstadt
    - Fürst: Friedrich Günther (1807–1867)

  - Schwarzburg-Sondershausen
    - Fürst: Günther Friedrich Karl II. (1835–1880)

  - Waldeck und Pyrmont
    - Fürst: Georg II. (1813–1845)
    - Fürst: Georg Viktor (1845–1893) (bis 1852 unter Vormundschaft)
      - Regentin: Emma von Anhalt-Bernburg-Schaumburg-Hoym (1845–1852)
        - Regierungsdirektor: Ludwig Hagemann (1843–1848)

  - Württemberg
    - König: Wilhelm I. (1816–1864)
      - Präsident des Geheimen Rats: Eugen Freiherr von Maucler (1831–1848)

- Frankreich
  - König: Ludwig Philipp (1830–1848)
    - Präsident des Ministerrates: Nicolas Jean-de-Dieu Soult (1832–1834, 1839–1840, 1840–1847)

- Griechenland
  - König: Otto I. (1832–1862)

- Italienische Staaten
  - Kirchenstaat
    - Papst: Gregor XVI. (1831–1846)

  - Lombardo-Venetien (1815–1859/66 Personalunion mit Österreich)
    - König: Ferdinand (1835–1848)

  - Lucca
    - Herzog: Karl Ludwig (1824–1847)

  - Modena und Reggio
    - Herzog: Franz IV. (1814–1846)

  - Parma, Piacenza und Guastalla
    - Herzogin: Marie-Louise (1814–1847)

  - San Marino
    - Capitani Reggenti: Pietro Zoli, Marino Berti (1. Oktober 1844–1. April 1845)
    - Capitani Reggenti: Giambattista Bonelli, Francesco Valli (1. April 1845–1. Oktober 1845)
    - Capitani Reggenti: Domenico Maria Belzoppi, Pier Matteo Berti (1. Oktober 1845–1. April 1846)

  - Sardinien
    - König: Karl Albert (1831–1849)

  - Königreich beider Sizilien
    - König: Ferdinand II. (1830–1859)

  - Toskana
    - Großherzog Leopold II. (1824–1859)

- Monaco
  - Fürst Florestan (1841–1856)

- Montenegro (bis 1878 unter osmanischer Suzeränität)
  - Fürstbischof (Vladika): Petar II. Petrović-Njegoš (1830–1851)

- Neutral-Moresnet
  - Herrscher: Leopold I., König von Belgien (1831–1865)
  - Herrscher: Friedrich Wilhelm IV., König von Preußen (1840–1861)
  - Bürgermeister: Arnold Timothée de Lasaulx (1817–1859)

- Niederlande
  - König: Wilhelm II. (1840–1849)

- Norwegen
  - König: Oskar I. (1844–1859) (identisch mit Oskar I. von Schweden; Norwegisch-Schwedische Personalunion)

- Osmanisches Reich
  - Sultan: Abdülmecid I. (1839–1861)

- Portugal (1837–1853 gemeinsame Herrschaft)
  - Königin: Maria II. (1826–1828, 1834–1853)
  - König: Ferdinand II. (1837–1853) (1853–1855 Regent)

- Russland
  - Kaiser: Nikolaus I. (1825–1855)

- Schweden
  - König: Oskar I. (1844–1859) (1844–1859 König von Norwegen)

- Serbien (bis 1878 unter osmanischer Suzeränität)
  - Fürst: Aleksandar Karađorđević (1842–1858)

- Spanien
  - Königin: Isabella II. (1833–1868)

- Ungarn
  - König: Ferdinand V. (1835–1848) (1835–1848 König von Böhmen, 1835–1848 Kaiser von Österreich)

- Vereinigtes Königreich
  - Staatsoberhaupt: Königin Victoria (1837–1901) (1877–1901 Kaiserin von Indien)
  - Regierungschef: Premierminister Robert Peel (1834–1835, 1841–1846)

- Walachei (unter osmanischer Oberherrschaft)
  - Fürst: Gheorghe Bibescu (1843–1848)